# Joe Frazier
Joseph William "Joe" Frazier, zvaný „Smokin' Joe“ (12. ledna 1944, Beaufort, Jižní Karolína, USA – 7. listopadu 2011, Filadelfie, Pensylvánie) byl americký boxer, v letech 1970–1973 profesionální mistr světa v těžké váze. V kariéře boxoval ve 37 utkáních, 32 vyhrál a z toho 27 K.O.

## Kariéra
Od dětství těžce pracoval na rodinné farmě, s boxem začal v roce 1962. V roce 1964 se stal v Tokiu olympijským vítězem. V roce 1965 přešel k profesionálům. 16. února 1970 porazil Jimmyho Ellise a stal se mistrem světa. 8. března 1971 obhájil titul v zápase proti Muhammadu Alimu, který se vrátil do ringu po více než tříletém distancu za odpírání vojenské služby. Byl stoupencem Martina Luthera Kinga a mírového soužití ras, proto ho Ali, člen radikálního hnutí Černých muslimů, obviňoval z kolaborace s establishmentem. Odtud se tradovala jejich mediálně proslulá rivalita. Zápas dvou dosud neporažených borců v Madison Square Garden, který vyhrál Frazier na body v 15. kole.
Frazier přišel o titul 22. ledna 1973, když prohrál s Georgem Foremanem. Pak ještě dvakrát vyzval Aliho, ale oba zápasy prohrál - v roce 1974 v New York City na body a 1975 v Manile technickým knockoutem po zranění, které utrpěl ve 14. kole. Zápas vešel do dějin jako Thrilla in Manila, bývá dosud označován za nejlepší boxerské utkání všech dob. V roce 1976 ukončil aktivní kariéru, živil se jako trenér, také účinkoval v seriálu Simpsonovi.

## Smrt
Zemřel náhle v důsledku rakoviny jater, kterou mu lékaři diagnostikovali přibližně měsíc před smrtí.

## Zajímavosti
- V roce 1964 utrpěl úraz, po kterém neviděl na levé oko. Celou kariéru tuto skutečnost tajil, aby neztratil licenci.
- V mládí pracoval na jatkách a používal místo boxovacího pytle zmrzlé hovězí půlky. Tuto tréninkovou metodu použil Sylvester Stallone ve filmu Rocky.